# Elías Abad
Elías Abad (Corrientes, 20 de julio de 1891-1 de julio de 1958) fue un docente, periodista y político argentino, miembro del Partido Autonomista de Corrientes. Presidió dicho partido, fue intendente de la ciudad de Corrientes, senador nacional por la provincia de Corrientes entre 1942 y 1943 y dos veces candidato a gobernador de su provincia.

## Biografía
Nacido en julio de 1891 en la ciudad de Corrientes, se recibió de maestro normal nacional, ejerciendo como docente. Era miembro de la colectividad sirio-libanesa.
Desarrolló su carrera política en el Partido Autonomista de Corrientes, ocupando cargos públicos tales como receptor de rentas, inspector general y concejal de la Municipalidad de Corrientes, hasta ser intendente de dicha ciudad.
Tras el fallecimiento de Juan Ramón Vidal en 1940, se convirtió en presidente del Partido Autonomista. En 1942, tras el fallecimiento de Pedro Díaz Colodrero, fue designado senador nacional por la provincia de Corrientes, siendo su mandato interrumpido por el golpe de Estado del 4 de junio de 1943.
En 1945 participó en la constitución de la Unión Democrática y, en las elecciones provinciales de 1946, fue candidato a gobernador por el Partido Demócrata Nacional y la Unión Cívica Radical Antipersonalista. La fórmula Elías Abad-Carlos Lotero Silgueira obtuvo la victoria con el 44,32 % de los votos y 12 de los 26 miembros del Colegio Electoral. A pesar de haber ganado el voto popular y la primera minoría de electores, Abad tenía pocas posibilidades de resultar electo debido a la intransigencia de la Unión Cívica Radical (UCR) a votar una fórmula ajena. De este modo, Abad, y los demás candidatos conservadores acordaron investir gobernador a Blas Benjamín de la Vega, a fin de evitar que el naciente peronismo tomara el control de la provincia.
Durante el peronismo dirigió el diario La Mañana, desde donde criticó la gestión del gobernador peronista Raúl Benito Castillo.
Volvió a presentarse como candidato a gobernador en las elecciones provinciales de 1958, integrando la fórmula conjunta del Partido Autonomista y el Partido Conservador Popular con Pedro Obregón, quedando en el tercer lugar con el 16,03 % de los votos. Fernando Piragine Niveyro de la UCR fue investido gobernador por el Colegio Electoral gracias a un pacto con los autonomistas.
Falleció en julio de 1958.